# Mérida (Messico)
Mérida è una città del Messico meridionale, capitale dello stato federato dello Yucatán. È stata fondata dallo spagnolo Francisco de Montejo de León, detto El Mozo, il 6 gennaio del 1542. Fu costruita sulle rovine di una località maya chiamata Ichcaansihó (nome anche abbreviato in T'Hó) che in lingua maya significa "cinque colline", località comunque abbandonata già prima dell'arrivo degli spagnoli.

## Geografia fisica
Mérida si trova a nord-ovest della penisola dello Yucatán, a circa 35 km nell'entroterra dalla costa del Golfo del Messico, La città si colloca alle coordinate 20°58′04″N 89°37′18″O (20.967778, -89.621667), con un'altitudine media di 8 metri sul livello del mare. La città si trova a una distanza di 1557 km da Città del Messico, 386 km da Chetumal, 650 km da Villahermosa, 325 km da Playa del Carmen, 309 km da Cancún, 173 km da Campeche, 167 km da Tizimín, 165 km da Valladolid, 124 km da Chichén Itzá, 118 km da Tekax, 84 km da Ticul, 78 km da Uxmal, 72 km da Izamal, 43 km da Motul, 36 km da Progreso, 32 km da Hunucmá, 17 km da Umán. La città è il principale nucleo di popolazione dell'area conurbana della zona metropolitana di Mérida, forma un'unica area con Kanasín, Umán, Conkal e Ucú.

## Storia

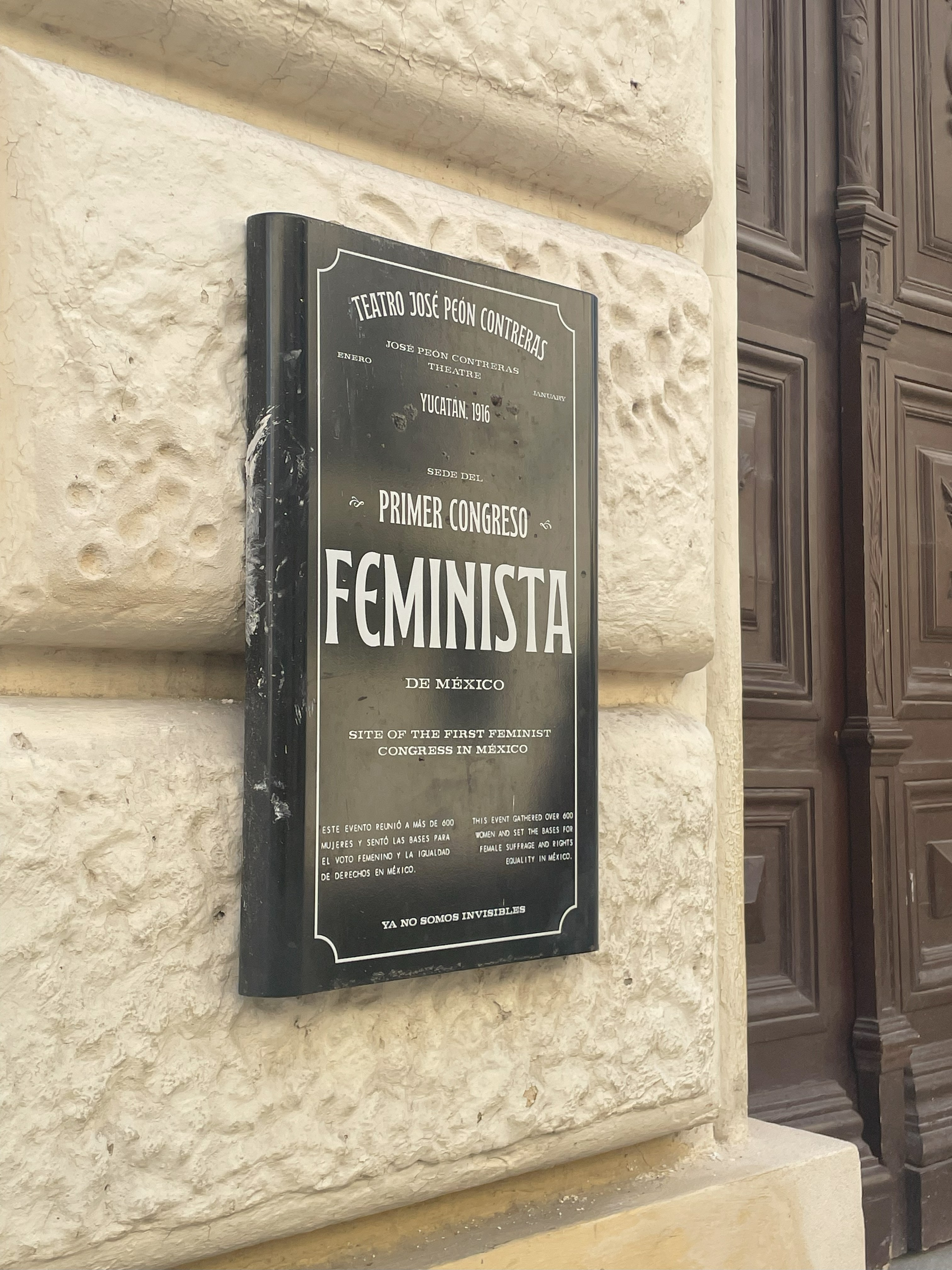
Targa del Primer Congreso Feminista (1915)

Mérida fu fondata il 6 gennaio 1542 dallo spagnolo Francisco de Montejo el Mozo e da un centinaio di famiglie spagnole. Questa città fu costruita sulle rovine della città maya di Ichkaansihó, nota anche come T'Hó, che era già abbandonata all'arrivo degli spagnoli nel XVI secolo. Lo storico Juan Francisco Molina Solís afferma che quando i soldati spagnoli entrarono a T'Hó, nel 1541, "c'erano appena 200 case di palme occupate da circa un migliaio di indigeni malnutriti, accanto a colossali ruderi e resti di sorprendenti e bellissimi edifici che coronavano selvagge colline ricoperte di antichi boschetti". Dopo l'indipendenza del Messico dalla Spagna, alla fine del XIX secolo, la città prosperò soprattutto durante i cosiddetti "anni dell'oro verde", ossia il periodo in qui l'industria enequenera, (l'enequén è un fibra naturale ricavata dalla lavorazione delle piante di Agave), era in piena ascesa, quegli anni sono stati un periodo di prosperità economica per Mérida. Durante il secolo XIX, furono introdotti in città l'energia elettrica, le ferrovie e i primi veicoli a motore. Durante il XX secolo, il 13 gennaio 1916, si tenne il Primo Congresso Femminista dello Yucatan al Teatro Peón Contreras della città, che fu il primo in Messico e il secondo in America Latina. Oggi Mérida è considerata una delle città con la migliore qualità della vita del paese e una delle più sicure del Messico.

## Clima
In generale, il clima è tropicale, caldo, umido, con precipitazioni elevate in estate (da giugno a ottobre) e una temperatura media mensile di 25 °C. Secondo la classificazione climatica di Köppen, il suo clima è la savana tropicale (Aw) e si trova in un ecosistema di foresta secca.
| Mesi                         | Gen. | Feb. | Mar. | Apr. | Mag. | Giu. | Lug. | Ago. | Set. | Ott. | Nov. | Dic. | Media |
| ---------------------------- | ---- | ---- | ---- | ---- | ---- | ---- | ---- | ---- | ---- | ---- | ---- | ---- | ----- |
| Temp. max. media (°C)        | 30.0 | 31.0 | 34.0 | 35.6 | 36.3 | 35.3 | 35.0 | 34.9 | 34.2 | 32.7 | 30.5 | 29.6 | 33.5  |
| Temp. min. media (°C)        | 13.2 | 14.3 | 15.6 | 18.2 | 21.7 | 21.6 | 21.4 | 21.3 | 21.6 | 19.8 | 16.3 | 14.0 | 18.5  |
| Giorni di pioggia (≥ 0.1 mm) | 4.2  | 3.3  | 2.3  | 1.9  | 4.6  | 10.8 | 13.4 | 12.8 | 13.9 | 9.7  | 5.4  | 4.3  | 86.6  |
| Umidità (%)                  | 70   | 68   | 63   | 64   | 63   | 71   | 72   | 73   | 76   | 75   | 75   | 73   | 70    |

## Amministrazione e demografia

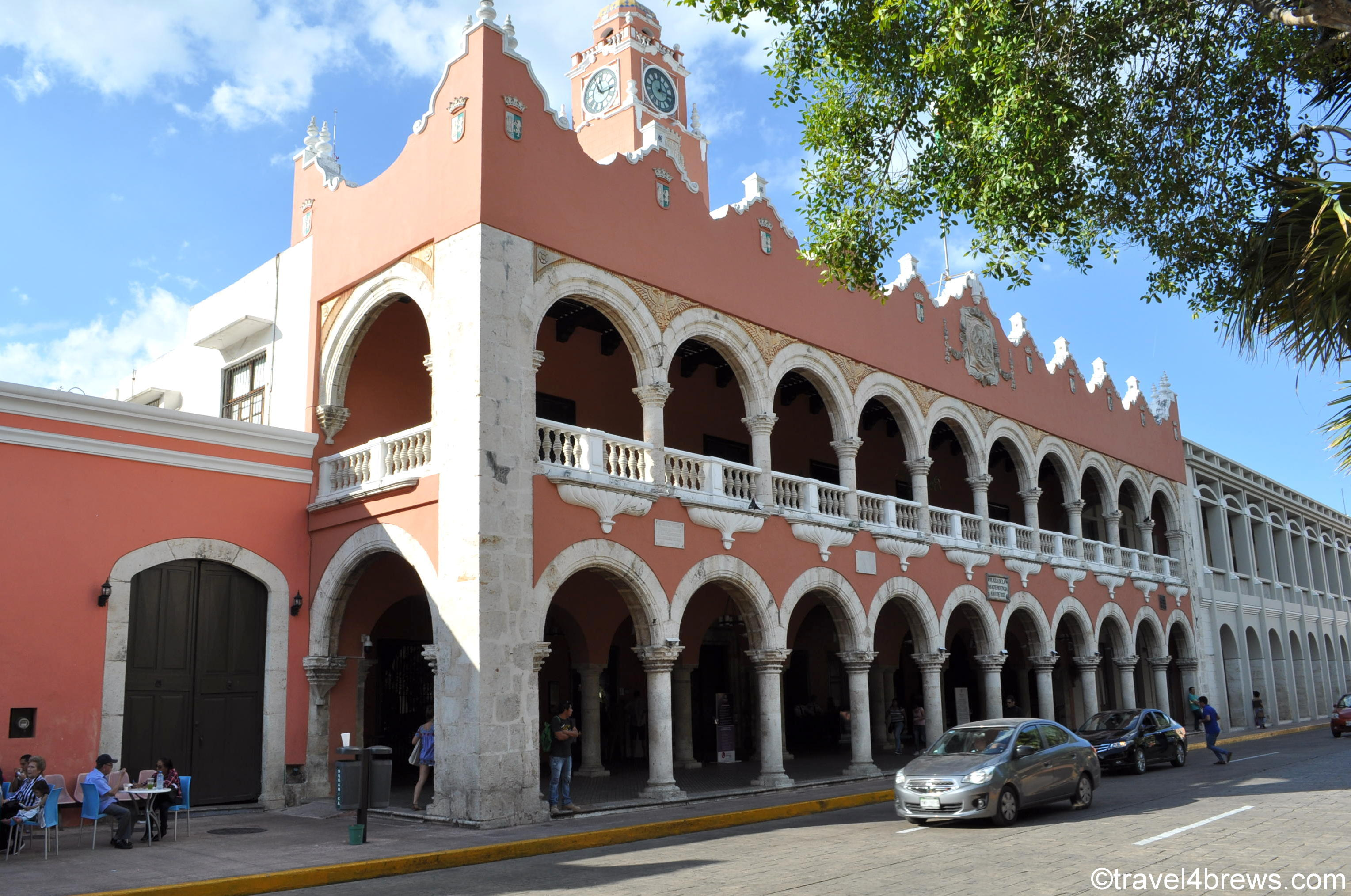
Municipio di Mérida nel 2023

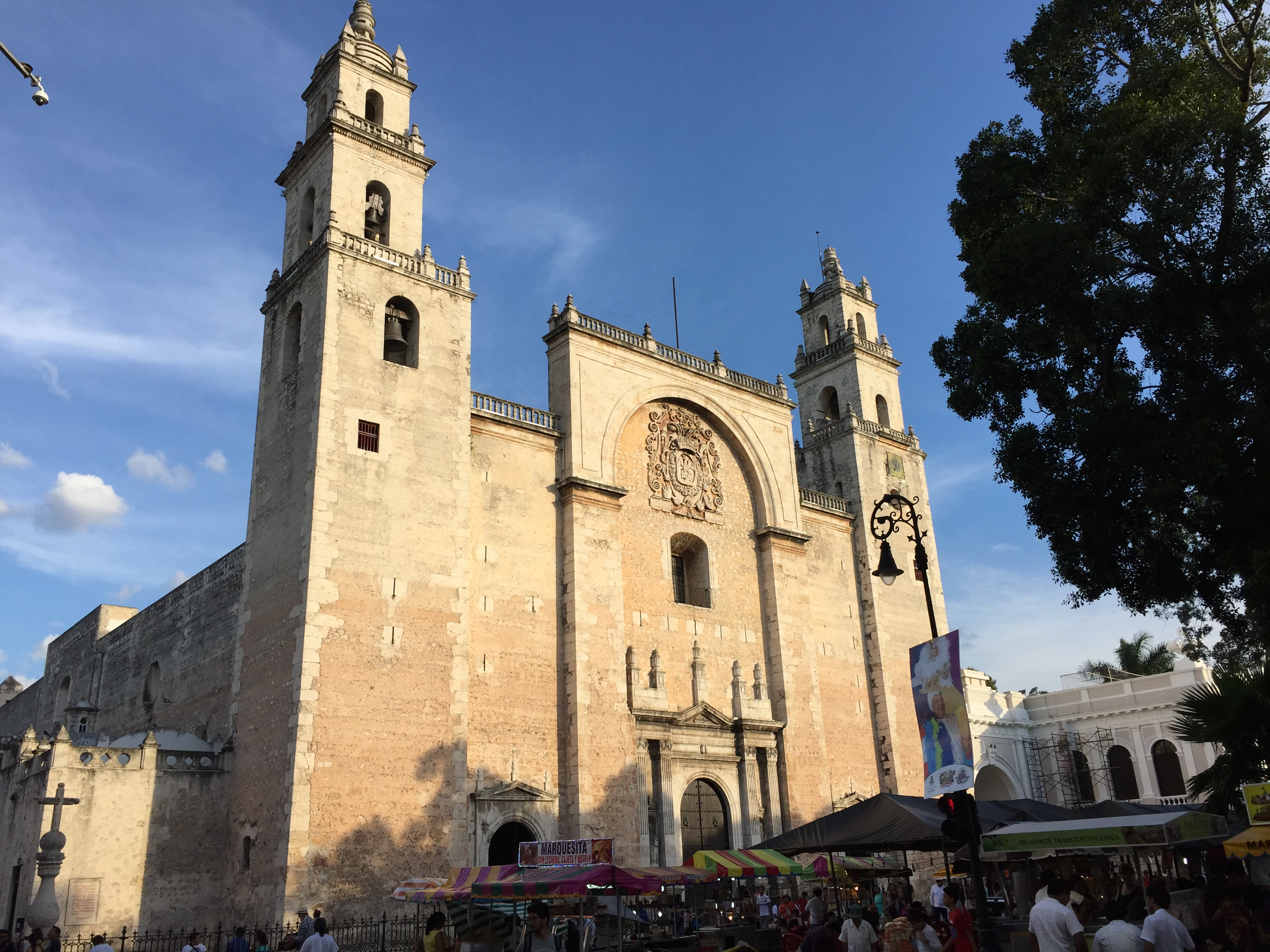
Cattedrale di San Ildefonso 2015

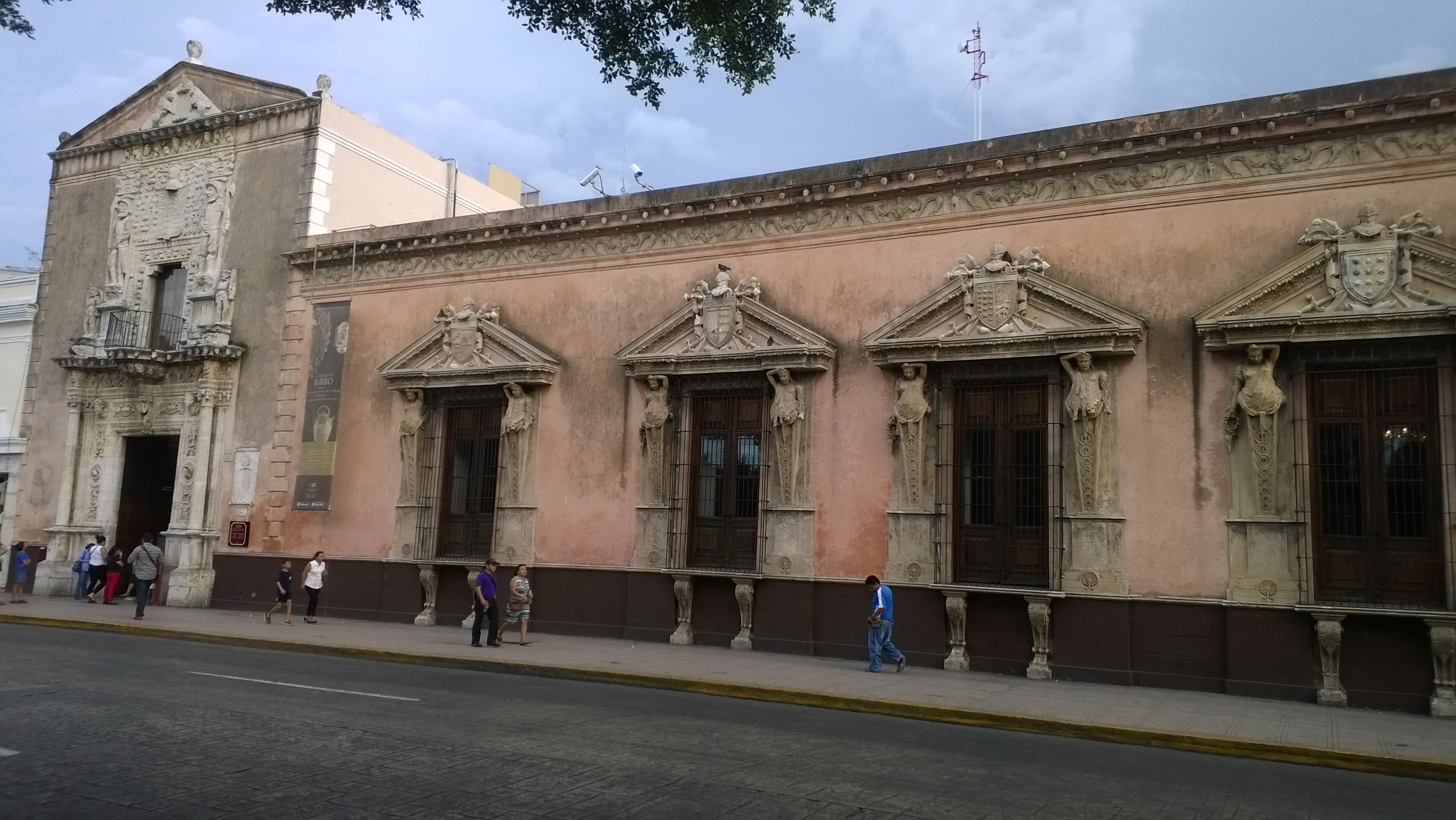
Casa de Montejo sulla piazza principale

Il Consiglio Comunale è composto da un organo collegiale chiamato Cabildo (colloquialmente chiamato anche Comune nello Yucatan), che è composto da 19 consiglieri, la cui carica dura tre anni, 11 eletti tramite voto popolare diretto, universale e con possibilità di rielezione per un periodo aggiuntivo; 8 costituiti da rappresentanza proporzionale. Il primo consigliere è detto Presidente Municipal, (noto anche come Primer Edil o Alcalde, vale a dire il sindaco della città).
| Nome Sindaco               | Periodo    | Partito político    |      | Anno    | Popolazione | ±% |
| -------------------------- | ---------- | ------------------- | ---- | ------- | ----------- | -- |
| Xavier Abreu Sierra        | 1988-2001  | PAN                 | 1848 | 24 090  | —           |    |
| Ana Rosa Payán Cervera     | 2001-2004  | PAN                 | 1900 | 43 630  | +81.1       |    |
| Manuel Fuentes Alcocer     | 2004-2007  | PAN                 | 1910 | 62 447  | +43.1       |    |
| César Bojórquez Zapata     | 2007-2010  | PAN                 | 1921 | 79 225  | +26.9       |    |
| Angélica Araujo Lara       | 2010-2012  | PRI                 | 1930 | 95 015  | +19.9       |    |
| Álvaro Omar Lara Pacheco   | 2012       | PRI (interim)       | 1940 | 98 852  | +4.0        |    |
| Renán Barrera Concha       | 2012-2015  | PAN                 | 1950 | 142 858 | +44.5       |    |
| Mauricio Vila Dosal        | 2015-2018  | PAN                 | 1960 | 170 834 | +19.6       |    |
| María Dolores Fritz Sierra | 2018       | PAN (interim)       | 1970 | 212 097 | +24.2       |    |
| Renán Barrera Concha       | 2018- 2021 | PAN (dimissionaria) | 1980 | 400 142 | +88.7       |    |
| Alejandro Ruz Castro       | 2021       | PAN (interim)       | 1990 | 523 422 | +30.8       |    |
| Renán Barrera Concha       | 2021       | PAN (reinsediata)   | 2000 | 662 530 | +26.6       |    |
| Renán Barrera Concha       | 2021-2023  | PAN                 | 2010 | 777 615 | +17.4       |    |
| Alejandro Ruz Castro       | 2023-2024  | PAN (interim)       | 2020 | 921 771 | +18.5       |    |
| Cecilia Patrón Laviada     | 2024-2027  | PAN                 |      |         |             |    |

Mérida è il centro abitato più popolato dello Yucatán. Secondo l'INEGI, nel corso del XX secolo, la città passò da avere 62.447 abitanti nel 1910 a 142.858 nel 1950; la popolazione raggiunse i 523.422 abitanti nel 1990. Durante i primi due decenni del XXI secolo, la popolazione di Mérida è passata da 662.000 a 921.771 abitanti.

## Cultura
Musei

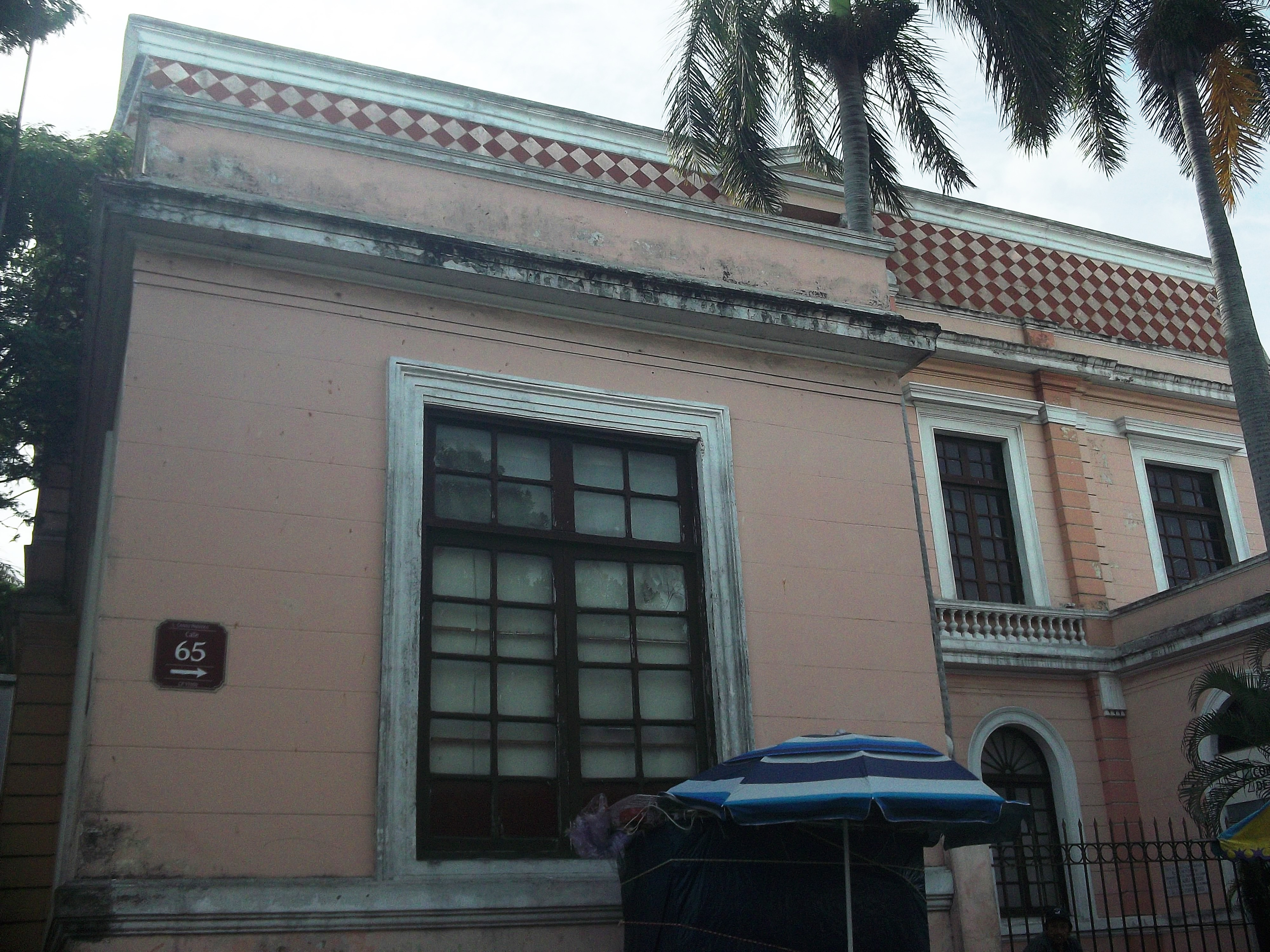
Antigua oficina de correos oggi Museo della città di Mérida

- Museo della città di Mérida ubicato nel antico edificio del Correos (le poste) dal 2007
- Salón de la historia, nel Palacio de Gobierno
- Palacio Cantón, sede del Museo de Antropología e Historia de Yucatán.
- Museo Fernando García Ponce (MACAY), di fianco alla Cattedrale
- Museo Numismático, ubicato in calle 60 e 53 nel centro
- Archivo Histórico de Mérida, inaugurato nel gennaio 2007, si trova sopra il Paseo de Montejo
- Museo de los Ferrocarriles de Yucatán, ubicato dietro all'ex stazione ferroviaria

Parchi e piazze
- Parque Hidalgo.
- Plaza de la Independencia.
- Plaza Grande de Mérida.
- Parque de la Colonia Alemán.
- Parque de la Madre.
- Parque de la Paz.
- Parque de Las Américas.

Altri luoghi

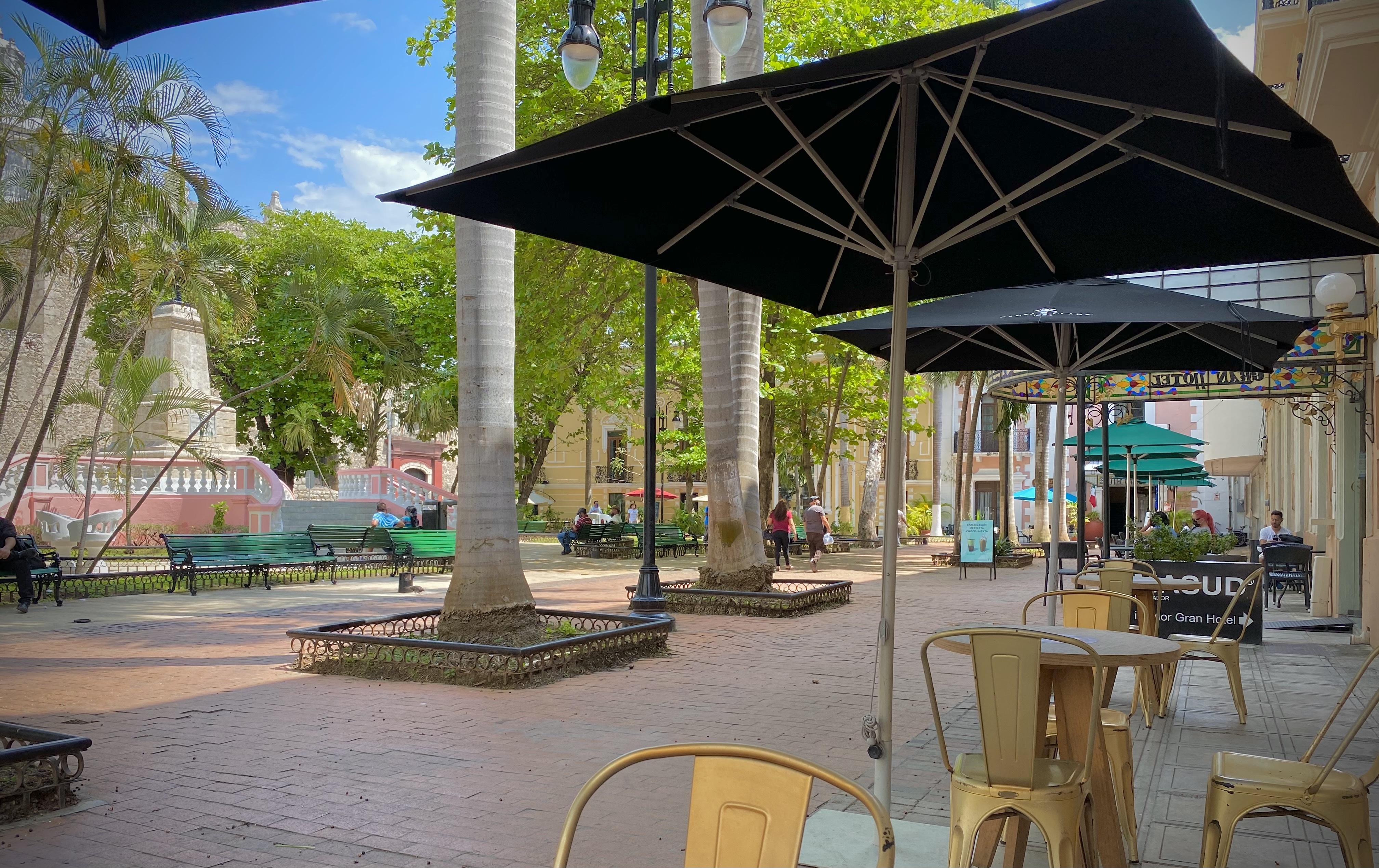
Parque Hidalgo

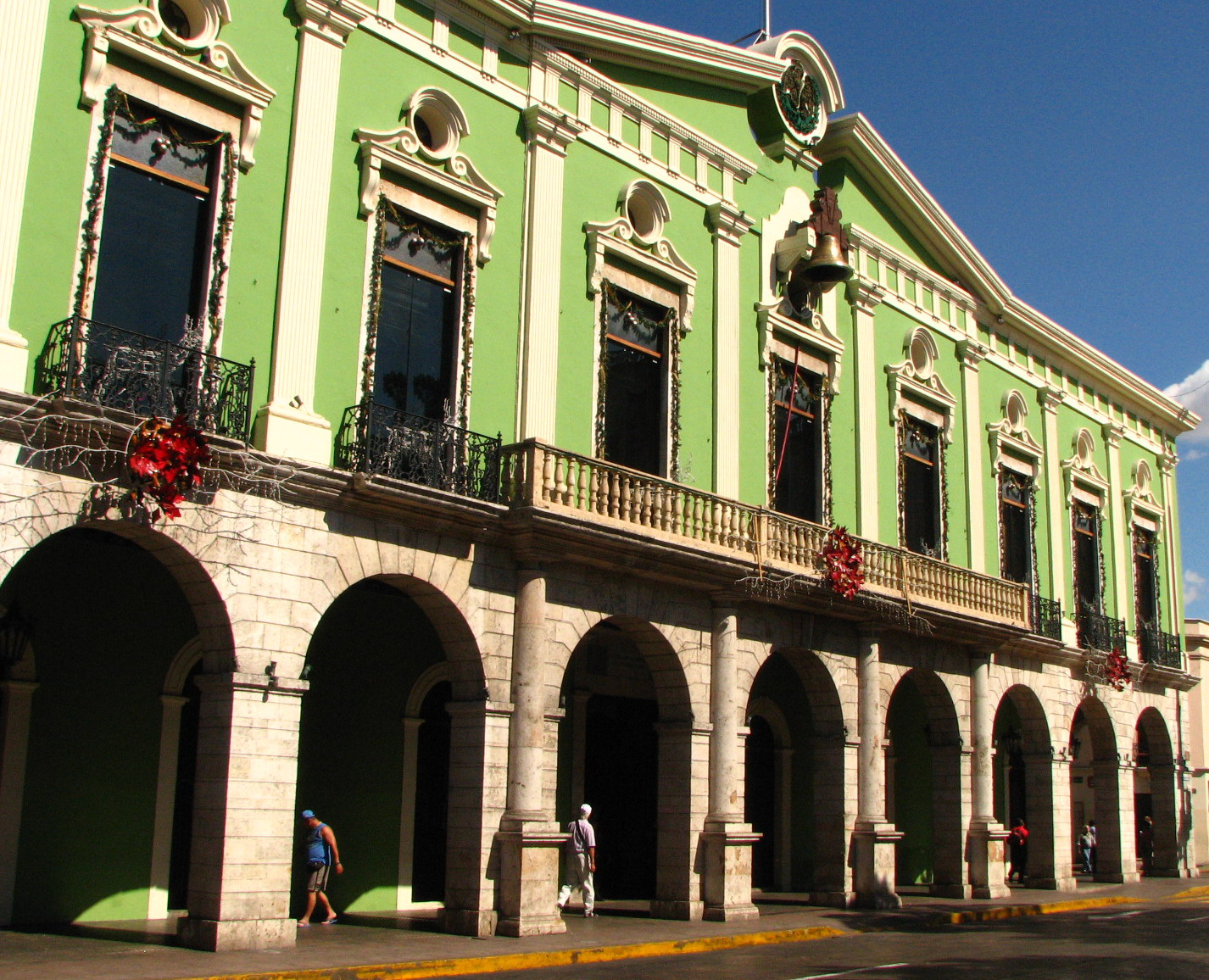
Palacio de Gobierno

- Monumento a la Patria, monumento scolpito da Rómulo Rozo (1956).
- Palacio de Gobierno (1892) e Salón de la Historia.
- Catedral de San Ildefonso (1598), la più antica dell'América continentale.
- Capilla de Nuestra Señora de la Candelaria (1706)
- Capilla e parco San Juan Bautista (1552)
- Casa de los Montejo (1549)
- Ermita de Santa Isabel
- Antico convento di Nuestra Señora de la Consolación (1596)
- Iglesia del Jesús o della Tercera Orden (1618)
- Templo de San Juan de Dios (1562)
- Monumento a Gonzalo Guerrero
- Antigua estación de trenes, oggi scuola di musica

Eventi
Quasi ogni sera, alle 21, nella piazza principale della città, di fronte alla cattedrale, si svolgono spettacoli organizzati dal locale ufficio turistico, per intrattenere i numerosi visitatori presenti in città. Tutti i sabato sera sul Paseo Montejo c'è la Noche Mexicana, rassegna di musica tradizionale messicana e yucateca dal vivo con balletti caratteristici. Inoltre c'è il mercato dell'artigianato realizzato dai piccoli artigiani locali.

## Gastronomia
La gastronomia di Mérida è propriamente la gastronomia dello Yucatán in generale. L'uso del mais, dei fagioli e degli altri prodotti agricoli coltivati nella milpa regionale, che sono la base del cibo yucateco. Per il popolo maya, uno dei componenti della gastronomia dello Yucatán è il mais, alimento fondamentale. Già nel Popol Vuh, libro sacro dei maya, si dice che l'uomo fu creato dal mais. Ci sono altre influenze nella cucina dello Yucatán, dovute all'immigrazione sia dei secoli passati, si attuale, la messicana con le gorditas (piatto composto da una grossa tortilla tagliata nel mezzo, e riempita di stufato) è un piatto comune, l'Huevos motuleños è un piatto tipico della vicina Motul, l'europea in generale (il formaggio ripieno), soprattutto la spagnola (i piatti come il tradizionale puchero), la caraibica, la libanese a causa dell'importante immigrazione di siriano-libanesi durante le prime decadi del XX secolo e anche da altre gastronomie messicane come quella di Puebla e di Veracruz.

## Trasporti
Autobus urbani

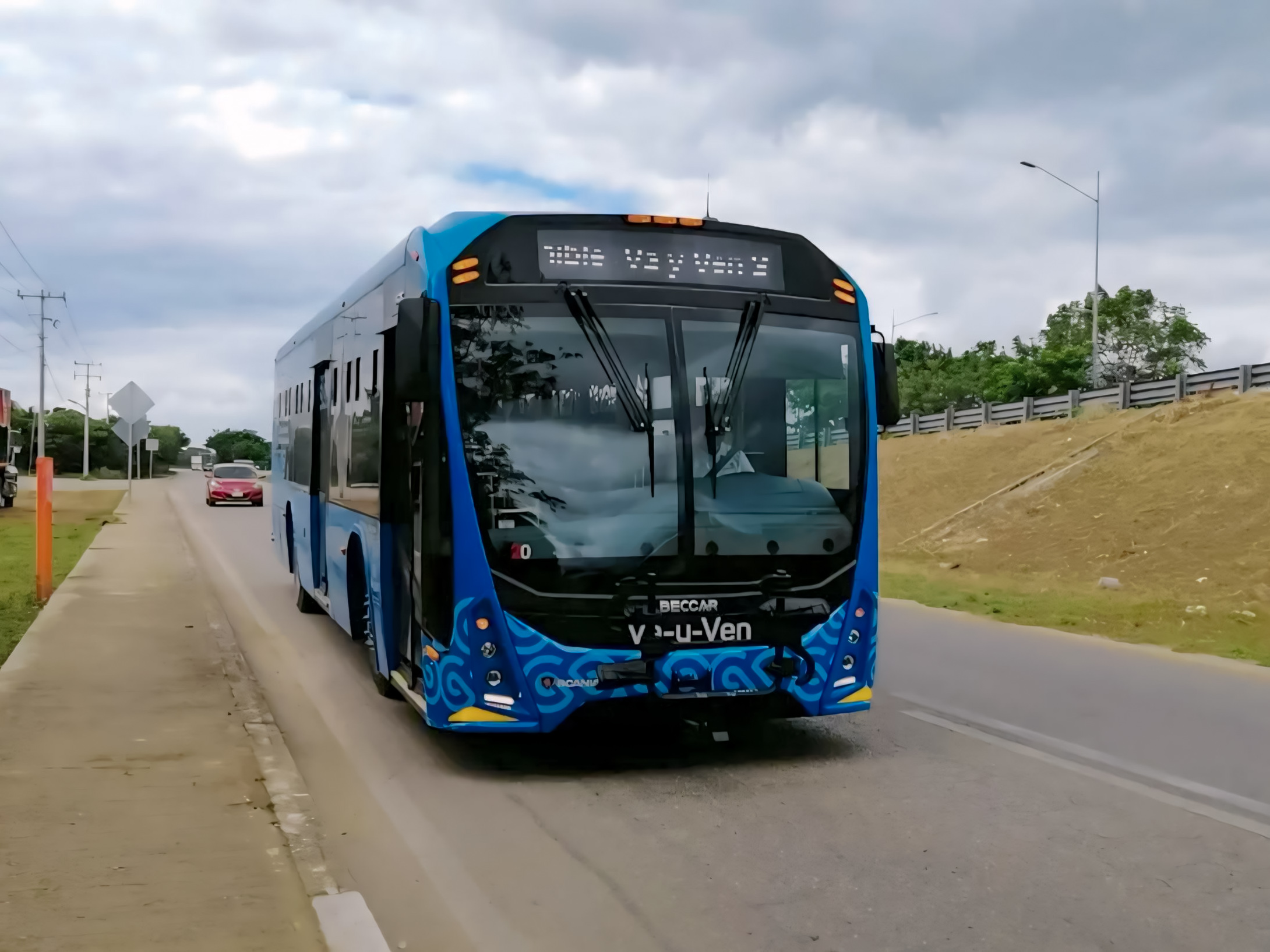
Il nuovo servizio Va y Ven

Il trasporto urbano di Mérida è in via di rinnovamento, l'area metropolitana della città è parzialmente coperta dal nuovo sistema di trasporto pubblico Va y Ven che corre lungo l'Anello Periferico di Mérida Lic. Manuel Berzunza y Berzunza, mentre l'Ie-Tram Yucatán, coprirà un percorso che lo collegherà con le città vicine di Kanasín e Umán che si trovano all'interno della stessa area metropolitana di Mérida.
Autobus extra urbani
Mérida ha diverse autostazioni in diversi punti della città, ognuna delle quali appartiene e una o più compagnie di autobus, vi sono numerose corse per tutte le città della penisola dello Yucatan, Villahermosa e Città del Messico.
Treno

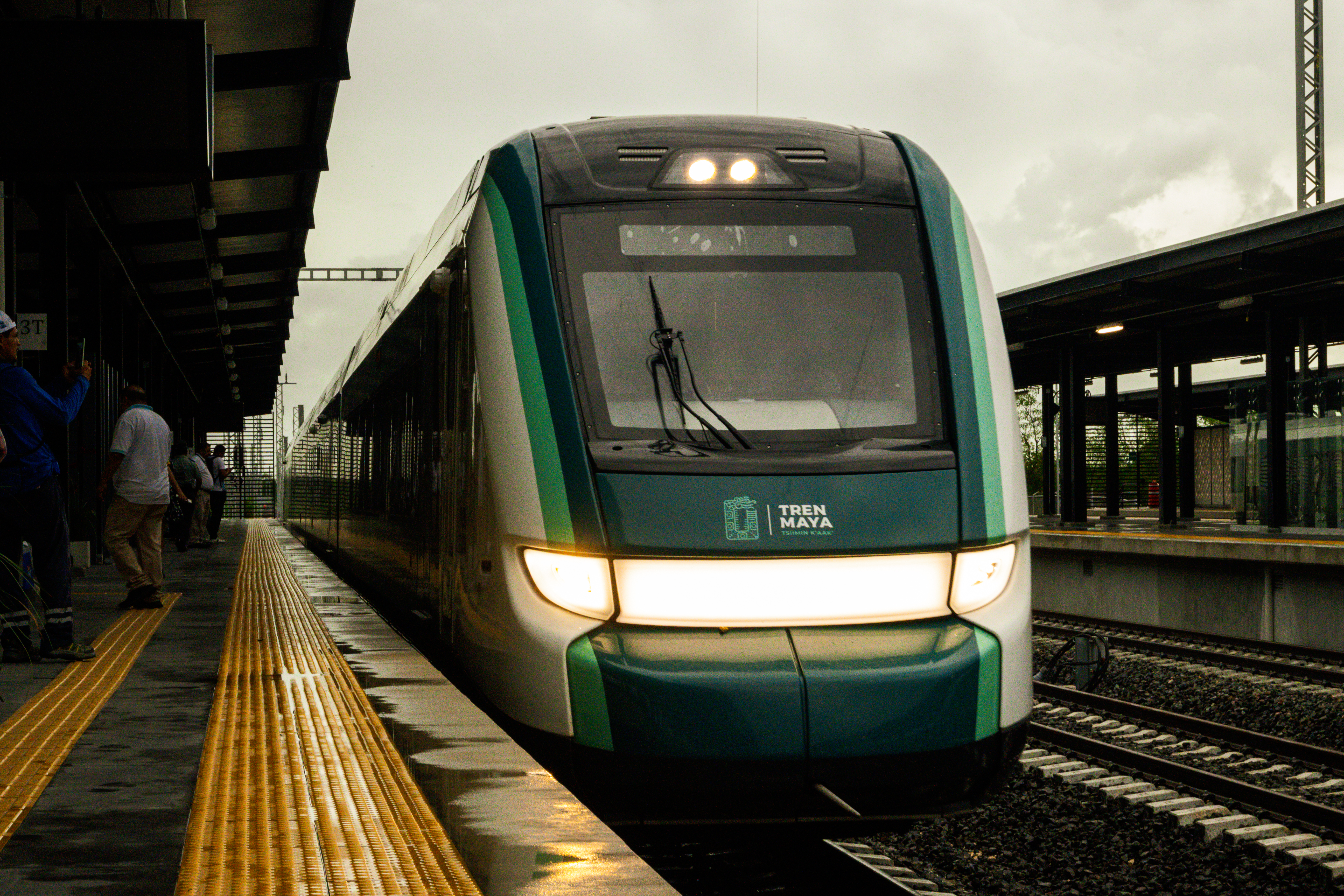
Stazione di Mérida Teya nel 2024

Riaperta il 15 dicembre 2023 dopo 20 anni di abbandono, la ferrovia Mérida-Valladolid-Cancún denominata Tren Maya, collega tutta la penisola dello Yucatán e il Chiapas, la nuova stazione ferroviaria denominata Mérida Teya, si trova nel sobborgo di Teya a est della città. È collegata al centro di Mérida tramite l'Ie-Tram.
Aeroporto
A sud-ovest della città di Mérida si trova l'aeroporto internazionale Manuel Crescencio Rejón. Ha voli commerciali verso molte città del Messico, nonché verso destinazioni internazionali, come Miami, Houston, Atlanta, Dallas, Milano, Roma, Toronto, L'Avana, Città del Guatemala e Belize. Nel 2022 ha movimentato più di 3 milioni di passeggeri.

## Galleria d'immagini

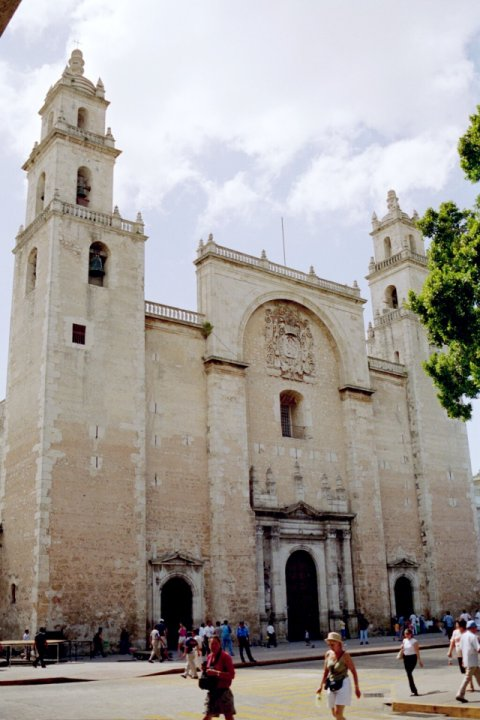
Cattedrale di San Ildefonso
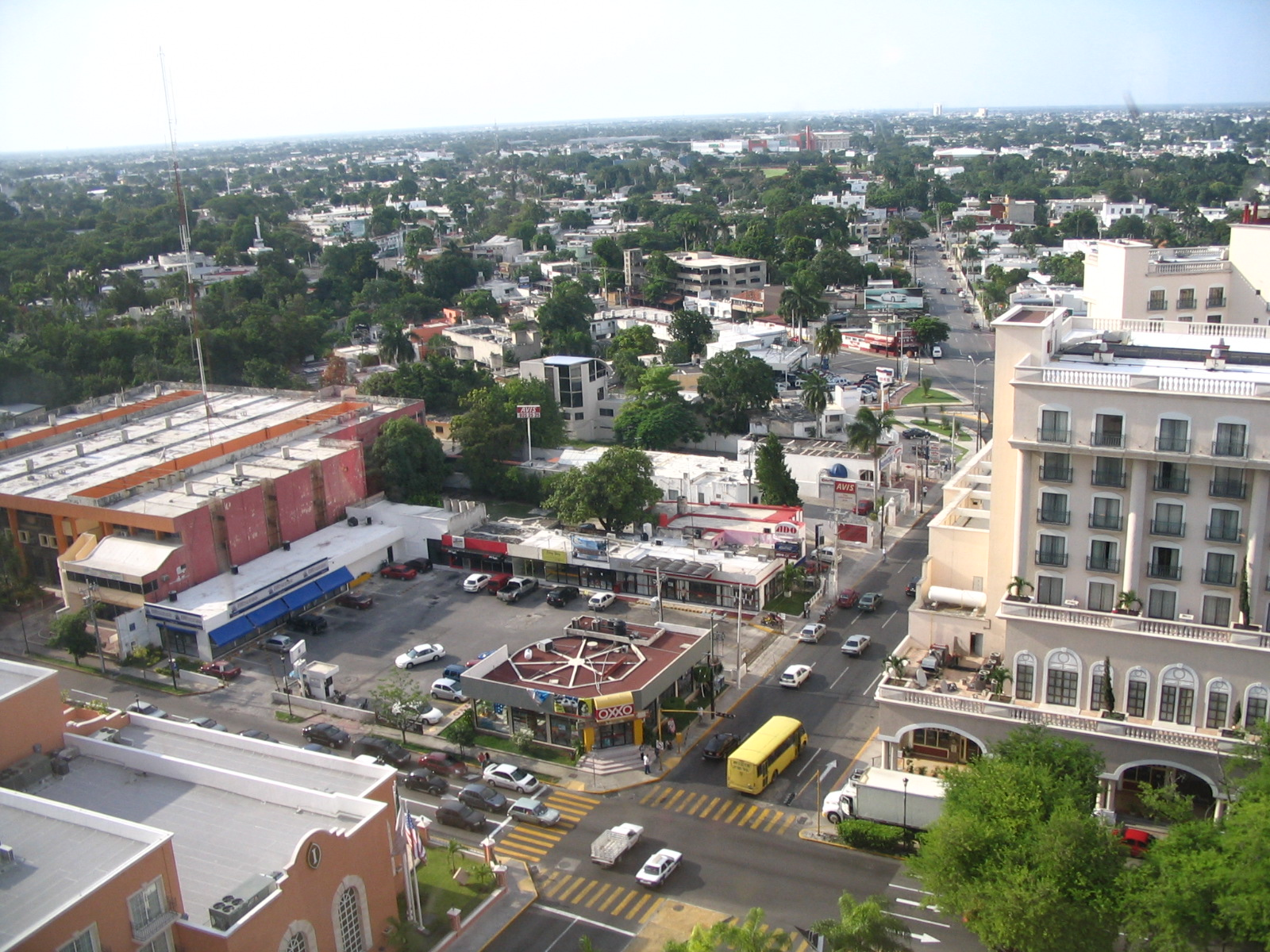
Veduta della città
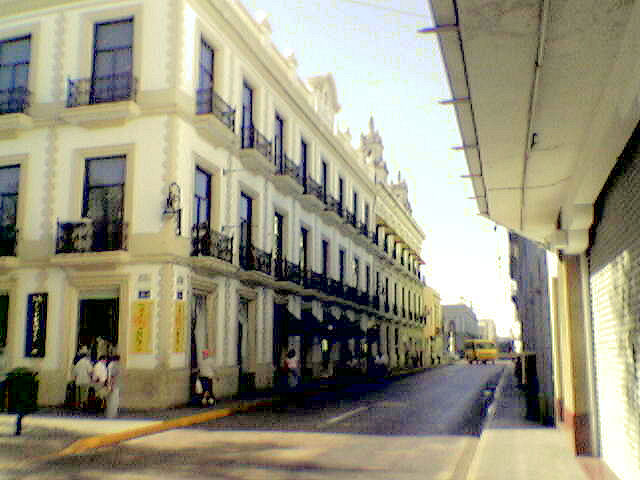
Strada 60
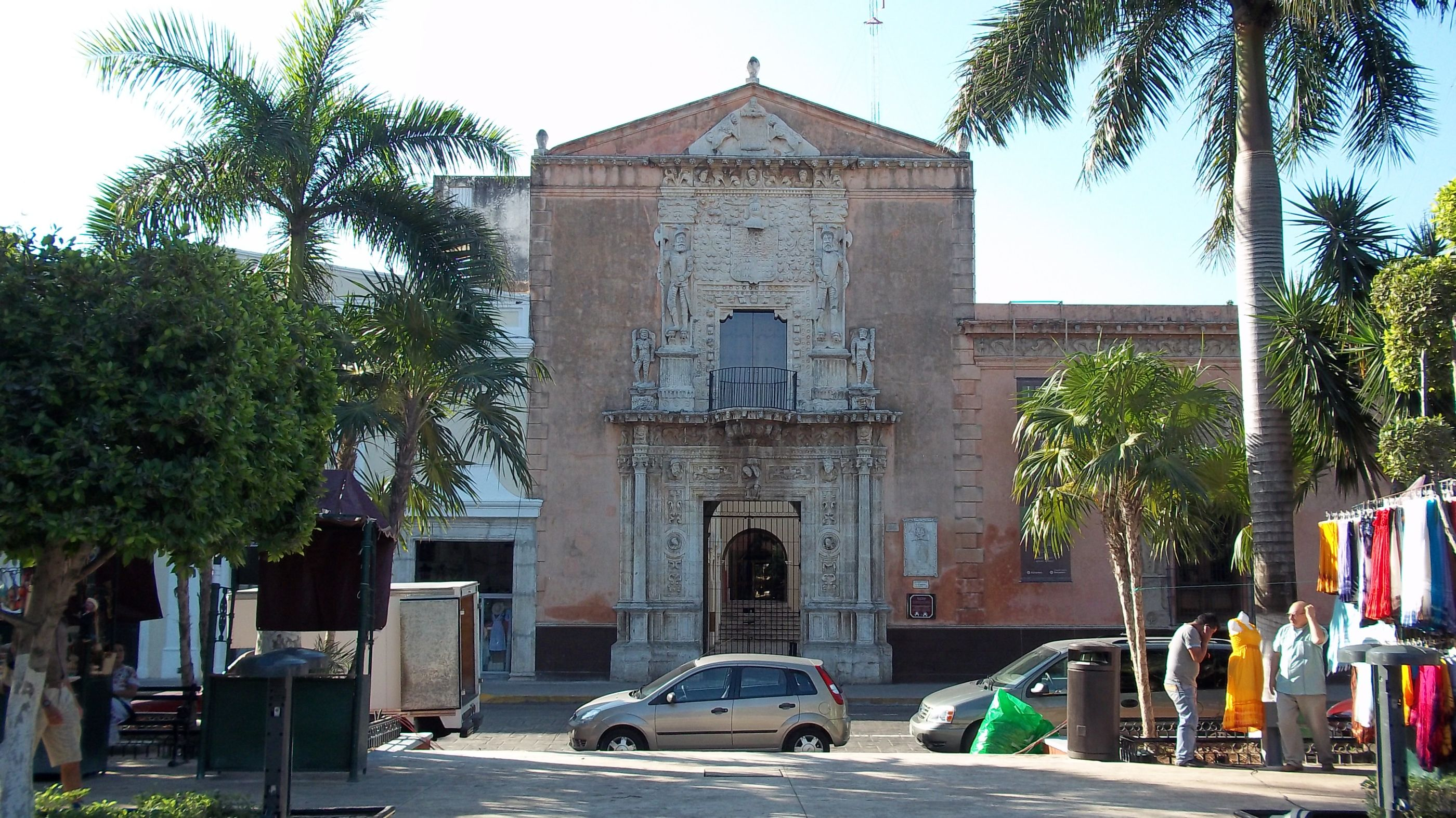
Casa di Montejo